# Programme spatial iranien

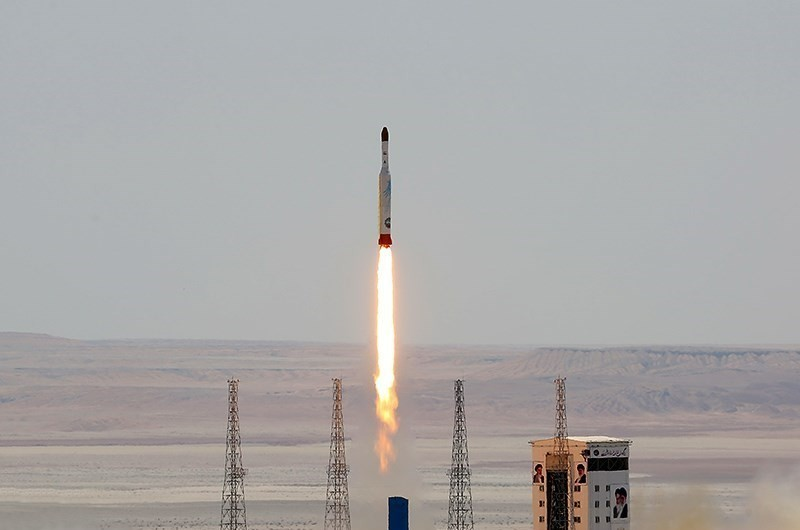
Décollage du lanceur Simorgh (juillet 2017).

Le programme spatial iranien regroupe l'ensemble des activités spatiales civiles ou militaires de l'Iran. Il est le résultat de travaux de recherche et de développement dans le domaine des missiles balistiques initié dans les années 1990 qui ont permis à l'Iran, avec l'aide de la Corée du Nord, de devenir en 2009 la dixième nation à placer en orbite un satellite à l'aide d'un lanceur national. Le développement du programme spatial iranien a été et continue d'être ralenti à cause des nombreuses sanctions internationales auxquelles l'Iran est soumis.

## Historique

### L'Iran au début de l'ère spatiale
L'Iran est l'un des 24 membres fondateurs du Comité des Nations unies pour l'utilisation pacifique de l'espace extra-atmosphérique, créé au tout début de l'ère spatiale en 1958. Dès le lancement du premier satellite d'observation de la Terre Landsat 1 en 1972, le pays se dote d'une station de réception. La Révolution islamique (1979) donne un coût d'arrêt aux activités liées au domaine spatial. Ce n'est qu'en 1997 que l'Iran initie un véritable programme spatial avec l'annonce de projets de lanceurs, de satellites d'observation de la Terre et de satellites de télécommunications. 

### Création de l'agence spatiale iranienne
Cet intérêt renouvelé pour le spatial se traduit par la création de l'agence spatiale iranienne qui fait l'objet d'un décret passé le 10 décembre 2003 par le parlement iranien. La nouvelle institution a pour objectif de coordonner l'ensemble des activités spatiales non militaires de l'Iran : applications spatiales, sciences et technologies. Elle est rattachée au Conseil spatial iranien présidé par le président iranien qui définit les orientations stratégiques. Le programme spatial est doté d'un budget de 422 millions US$ dans le cadre du plan national à 5 ans de 2005-2010. Le premier directeur général de l'agence est Seyyed Hassa Shafti (3 février 2004-18 octobre 2005), ancien ambassadeur de l'Iran en Espagne mais également créateur de deux instituts de recherche aérospatiale et doté d'un solide bagage technique et scientifique. Le président joue un rôle moteur dans l'insertion de l'Iran au sein de différentes institutions internationales liées au spatial comme le Comité des Nations unies pour l'utilisation pacifique de l'espace extra-atmosphérique (UN-COPUOS) et l'Organisation de coopération spatiale Asie-Pacifique. Il initie des collaborations internationales pour développer des satellites comme Small Multi-Mission Satellite et Sina-1. Des liens sont tissés avec les agences russe, chinoise et nord-coréenne. L'élection présidentielle iranienne de 2005, entraîne de profonds changements dans la politique du pays. Shafti donne sa démission et est remplacé par Ahmad Talebzadeh, une personnalité beaucoup plus proche du régime islamiste et pratiquement dépourvue de compétences techniques et managériales.

### Développement du lanceur Safir
Le développement des lanceurs iraniens est étroitement lié au programme des missiles du pays et il dérive largement de réalisations nord-coréennes. Durant la guerre avec l'Irak au cours des années 1980, l'Iran se tourne vers la Corée du Nord qui lui fournit des missiles de type Scud-B. Ces derniers étaient des copies de fusées soviétiques acquises auprès de l’Égypte. Au début des années 1990, l'Iran se fournit de nouveau auprès de la Corée du Nord et fait l'acquisition de 10 missiles Nodong de 800 km de portée. En parallèle, l'Iran met en place une industrie des missiles. Le résultat est le missile Shahab-3. Les premiers tests en vol du Shahab-3 ont lieu en 1998 et une unité militaire en est équipée à compter de 2003. À cette époque les autorités iraniennes présentent une version du Shahab-3 comme le précurseur d'un lanceur bi-étages.
Le premier vol d'un fusée iranienne ayant des objectifs spatiaux a lieu le 4 février 2008. Une fusée-sonde baptisée Kavoshgar-1 (en persan : کاوشگر 1, Explorer-1), effectue un vol suborbital avec une charge utile scientifique et culmine à une altitude de 200 km. Cette fusée mono-étage est une version allongée du missile Shahab-3. Le 16 août 2008, les autorités annoncent le premier tir d'un lanceur capable de placer en orbite un satellite à une altitude comprise entre 200 et 500 km. La fusée Safir selon l'agence de presse a une masse de 26 tonnes pour une longueur de 22 mètres et un diamètre de 1,25 mètre. Le vol est d'abord annoncé comme un succès mais le lanceur a en fait été victime d'une défaillance peu après le décollage. Finalement le 2 février 2009, date marquant de manière symbolique le 30ème anniversaire de la révolution islamique, l'Iran devient à son tour une puissance spatiale en plaçant sur orbite le satellite Omid de 27 kg à l'aide de son lanceur Safir tiré depuis la base de lancement de Semnan,.

### Développement de satellites en partenariat avec d'autres pays
L'Iran a développé ou tenté de développer plusieurs satellites artificiels dans le cadre d'accord de coopération avec d'autres pays pour compenser l'absence de compétences techniques locales et acquérir ainsi une expérience permettant de devenir autonome.

#### Zoreh
Le développement du satellite Zoreh (en français Vénus) débute en 1977, initialement dans le cadre d'un accord avec l'Inde visant à construire quatre satellites de télécommunications lancés par la navette spatiale américaine. L'Iran tente de construire le satellite en se tournant vers les pays occidentaux pour obtenir les technologies nécessaires mais se heurte à un refus. Le pays passe alors commande d'un satellite de télécommunications auprès de la société russe ISS Reshetnev pour un montant de 132 millions US$. La charge utile est fournie par les sociétés françaises Alcatel et Astrium. Mais en 2009 sous la pression internationale, la Russie décide de renoncer à fournir le satellite. L'Iran décide de poursuivre le développement avec ses ressources internes avec une date de lancement annoncée à 2014. Début 2019, l'avancement des développements reste inconnu.

#### Mesbah
Le satellite Mesbah (en français Lanterne) est le premier satellite dont la construction est décidée après la révolution islamique de 1979. La construction de ce petit satellite de télécommunications débute en 1997. Le développement est pris en charge par l'Institut Iranien de Recherche Appliquée dans le cadre d'un accord avec la société italienne Carlo Gavazzi Space. Sa mise en orbite, qui en 2005 est annoncé pour 2006, doit être prise en charge par un lanceur russe. Mais le développement est abandonné à la suite du retrait de la Russie et de l'Italie. L'Iran décide de poursuivre le développement de son successeur, baptisé Mesbah-2, en ayant recours uniquement à des ressources locales.

#### Small Multi-Mission Satellite (SMMS)
Le Small Multi-Mission Satellite est un satellite d'observation de la Terre de 490 kg ayant pour objectif la détection et le contrôle des désastres naturels et emportant des expériences de communications. Il s'agit d'un développement conjoint de la Chine, la Corée du sud, la Mongolie, le Pakistan et la Thaïlande. L'Iran participe à son financement à hauteur de 6,5 millions US$ sur un total de 44 millions US$. Le satellite est placé sur une orbite héliosynchrone le 6 septembre 2008 par un lanceur chinois Longue Marche 2C
.

#### Sina-1
À la suite des nombreuses difficultés rencontrées pour développer le satellite Mesbah, l'Institut Iranien de Recherche Appliquée décide de faire appel à l'assistance technique russe pour développer un micro-satellite baptisé Sina-1. Ce satellite d'observation de la Terre de 160 kg est construit par la société russe Polyot d'Omsk et lancé le 27 octobre 2005 par une fusée russe Cosmos-3M devenant le premier satellite iranien.

## Difficultés
Selon le New York Times, la communauté du renseignement des États-Unis sabote le programme balistique iranien depuis les années 2000, ce qui peut en partie expliquer les 8 échecs sur les douze tentatives de tirs orbitaux effectués entre 2008 et février 2019 par l'Iran.

## Les installations techniques

### Bases de lancement

#### Semman
Principale base de lancement de l'Iran, la base de lancement de Semnan est située à 60 km au sud-est de Semnan capitale de la province du même nom. 
Le centre est situé loin à l'intérieur des terres à 200 km à l'est-sud-est de la capitale Téhéran.
La trajectoire des fusées, qui sont tirées vers le sud-est, survole les régions désertiques du centre de l'Iran puis l'Océan Indien. Le centre a été créé en 1998 pour tester en vol le missile balistique à portée intermédiaire Shahab-3. Il a été utilisé pour la première fois à des fins spatiales lors du lancement de la fusée-sonde Kavoshgar-1 en février 2008. Un premier complexe de lancement comprenant un centre de contrôle, une station de poursuite et un pas de tir très simple (uniquement une tour ombilicale sans bâtiments de stockage d'ergols et d'assemblage) a été utilisé pour le lancement des fusées Safir. Un deuxième pas de tir a été inauguré pour le premier tir de la fusée Simorgh en 2017. Il comprend une tour d'assemblage mobile de 45 m de haut et plusieurs bâtiments de stockage et d'assemblage.
Deux pas de tirs y sont ainsi localisés :
- pas de tir Safir  (35° 14′ 05″ N, 53° 55′ 15″ E)
- le Centre spatial national Imam Khomeini (35° 15′ 30″ N, 53° 57′ 17″ E)

#### Shahrud
Le site de lancement Shahrud (en) est situé à environ 40 km au sud-est de la ville de Shahrud, également dans la province de Semman (36° 12′ 02″ N, 55° 20′ 02″ E). 
Cette base est associée au lancement de fusée Qased.

#### Chabahar
La base de lancement Chabahar (en) est une future base de lancement iranienne située à environ 65 km au sud-est de la ville de Chabahar. Il est prévu une mise en service à l'horizon 2031.

### Centre spatial consacré à la télédétection
Lors de la mise en place du réseau de télécommunications par satellite Intelsat, la station de réception de Asad-Abad est créée en 1969 pour assurer les liaisons. Peu après le lancement de Landsat 1 (23 juillet 1972) premier satellite d'observation de la Terre consacré aux applications, une deuxième station terrienne est construite pour recevoir les données collectées. La station de réception de Mahdasht, située à 65 kilomètres à l’ouest de Téhéran, collecte les données. Le centre iranien de télédétection installé sur place retraite et distribue les différents produits aux utilisateurs qui les utilisent pour la planification, la prévention des désastres naturels, la surveillance du réseau hydrographique, etc. La première antenne parabolique devient opérationnelle en 1978 peu avant la Révolution islamique (1979). Le centre iranien de télédétection est rattaché à l'agence spatiale iranienne sous l'appellation de centre spatial Alborz. Celui occupe un site de 180 hectares sur lequel sont installés de nombreuses antennes de réception ainsi que des centres de contrôle de satellites et d'autres équipements.

## Les lanceurs iraniens

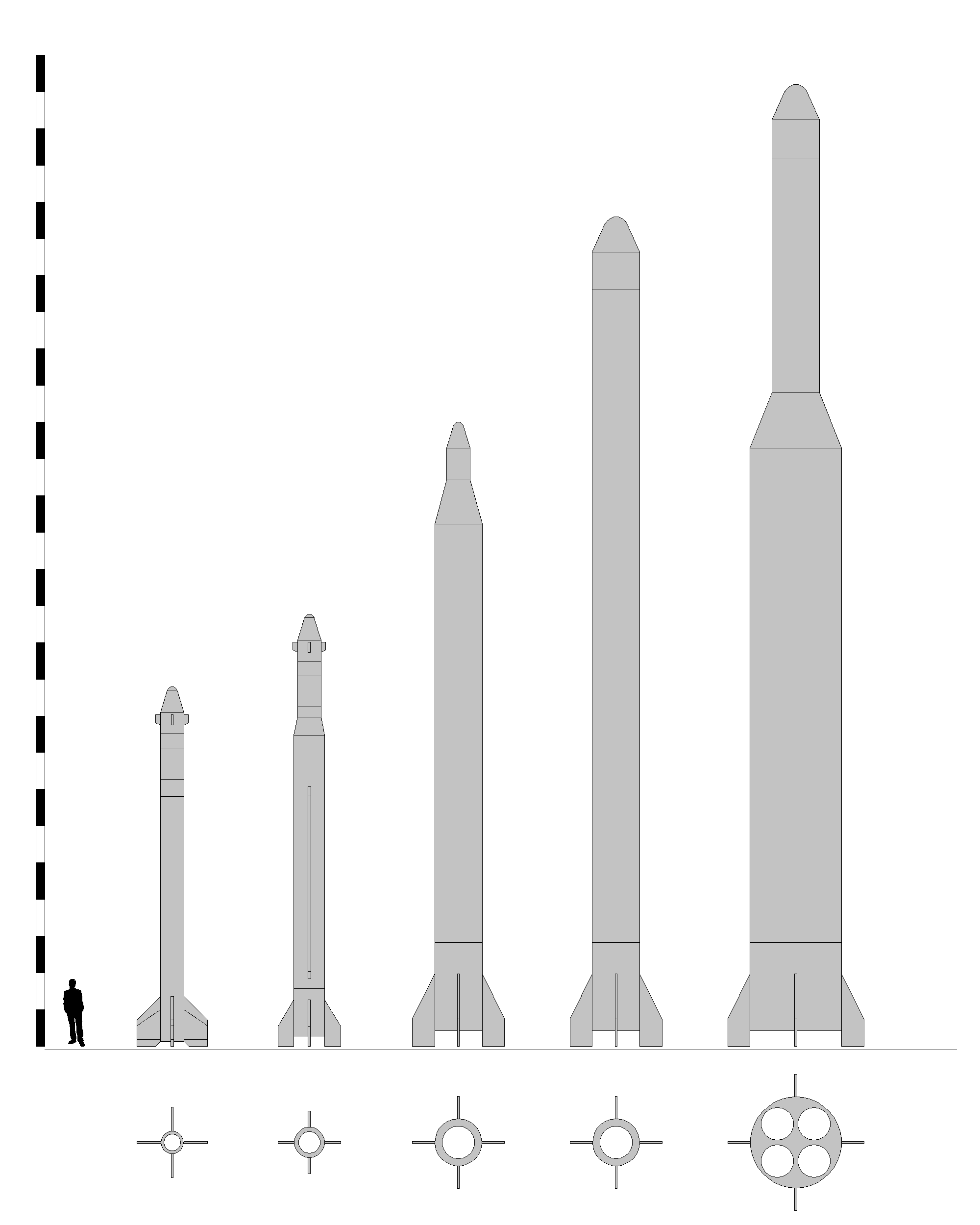
Fusées et lanceurs iraniens : de gauche à droite Kavoshgar-C, Kavoshgar-D, Kavoshgar-1, Safir et Simorgh.

Le premier lanceur opérationnel Safir a volé pour la première fois en août 2018 et a été lancé à 8 reprises (4 succès). C'est un lanceur léger à deux étages haut de 22 mètres pour un diamètre de 1,25 mètre et une masse de 26 tonnes. Il permet de placer sur une orbite basse des satellites d'une masse maximale de 50 kg. Il a des caractéristiques très proches du lanceur nord-coréen Unha-1 dont il utilise la propulsion. Simorgh est un lanceur plus puissant, capable de placer une charge utile d'environ 350 kg sur une orbite basse de 500 km. Il a effectué son premier vol en 2016 (échec). Début 2019 il avait effectué deux autres tentatives (2017, 2019) non couronnés de succès. Ce lanceur aux caractéristiques très proches du lanceur nord-coréen Unha-2 comporte trois étages dont le troisième serait de construction nationale. La fusée haute de 26 mètres a un diamètre à la base de 2,4 mètres. Sa masse est évaluée à 85 tonnes.
En avril 2020, l'Iran annonce le lancement du satellite militaire Nood 1 à bord de son nouveau lanceur dénommé Qased, depuis la base de Shahroud.

## Les satellites d'application

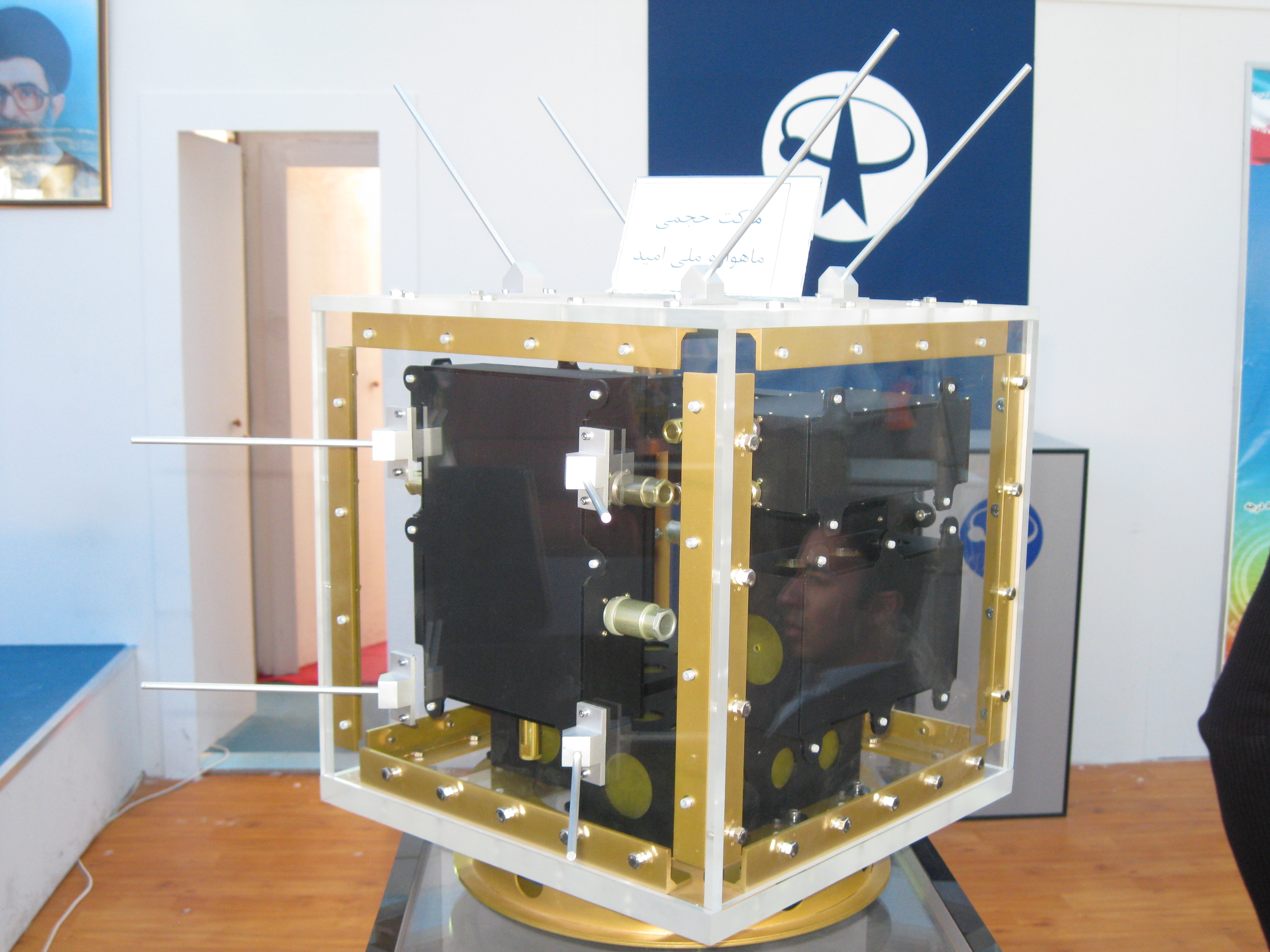
Satellite Omid.

### Les satellites de télécommunications
.

## Programme spatial habité
Immédiatement après le lancement du premier satellite artificiel national, l'Iran a annoncé la mise en place d'un projet de 12 ans pour placer en orbite un astronaute iranien. Début 2019 seule Anousheh Ansari, une femme d'affaires américaine d'origine iranienne, a effectué un séjour dans l'espace d'une durée de 10 jours en tant que touriste spatiale payante, à bord de la Station spatiale internationale.

## Organisation du secteur spatial

### Centres de recherche associés à l'agence spatiale iranienne
Trois centres de recherche dépendent de l'agence spatiale iranienne :
- L'Institut de recherche spatiale est un organisme créé en 2007 dont l'objectif est de concevoir et développer les technologies nécessaires pour mener à bien les missions spatiales. Ses locaux sont situés à Téhéran et il employait en 2015 200 personnes. Il était à cette époque impliqué dans le développement des satellites expérimentaux de télécommunications et d'observation de la Terre suivants : Zohreh (télécommunications), Mesbah-2 (technologie) et Pars-2 (imagerie hyper-spectrale à moyenne résolution[12].
- Le Centre de recherche aérospatiale (avant 2010 Institut de recherche astronautique) créé en 2000 a été rattaché à l'agence spatiale iranienne en 2010 à la suite de la réorganisation de cette dernière. Les recherches menées au sein de cette institution portent sur l'ensemble du domaine spatial : la propulsion spatiale, les problèmes liés à la rentrée atmosphérique, les lanceurs, la conception des charges utiles et le système de support de vie. Mais ses travaux portent plus particulièrement sur l'aérodynamique et la conception des lanceurs. Il employait une centaine de chercheurs et techniciens en 2008. Le centre de recherche a développé une bio-capsule lancée à quatre reprises par une fusée-sonde Kavoshgar entre 2010 et 2013 qui transportait lors du dernier vol (altitude maximale 120 kilomètres) un singe destiné à valider le fonctionnement d'un système de support de vie[13].
- L'institut de recherche en ingénierie a été rattaché à l'agence spatiale en 2010. Créé en 1983 sous l'appellation d'Institut de recherche en ingénierie agricole, il avait pour objectifs le développement des techniques de culture (outillage, produits chimiques). Son domaine d'intervention n'a pratiquement rien à voir avec le domaine spatial. Ce centre qui comprend trois branches régionales emploie 1 700 personnes[14].

### Industrie
Peu d'informations sont disponibles sur les entreprises impliquées dans le développement du programme spatial. La construction du lanceur relève de l'Organisation de l'Industrie Aérospatiale (ou Organisation Aérienne et Spatiale) rattachée au Ministère de la Défense qui regroupe des entreprises concentrées semble-t-il dans la région de Khojir au sud-est de Téhéran. La construction des composants des satellite et le développement du logiciel est sans doute réalisée au sein du consortium militaire SAIran. Cette holding créée en 1972 est placée sous la tutelle du Ministère de la Défense et de la Logistique des Forces Armées. Elle comprend huit filiales employant environ 5 000 salariés dont 700 ingénieurs ayant une expérience en électronique, optique, optoélectronique, communications, semi-conducteurs et ordinateurs. Elle comprend une subdivision, le groupe des industries spatiales iraniennes chargé de la construction des satellites.